# Ilovka
Ilovka – wieś w Słowenii, w gminie miejskiej Kranj. W 2018 roku liczyła 69 mieszkańców. 